# Şirvanovka
Şirvanovka è un comune dell'Azerbaigian situato nel distretto di Qusar. Conta una popolazione di 1 210 abitanti.